# بارسيال دي لا لوما
بارسيال دي لا لوما (بالإسبانية: Barcial de la Loma)‏ هي بلدية تقع في مقاطعة بلد الوليد، قشتالة وليون، إسبانيا. وفقًا لتعداد عام 2004 (المعهد الوطني للإحصائيات)، يبلغ عدد سكان البلدية 151 نسمة.